# Changi

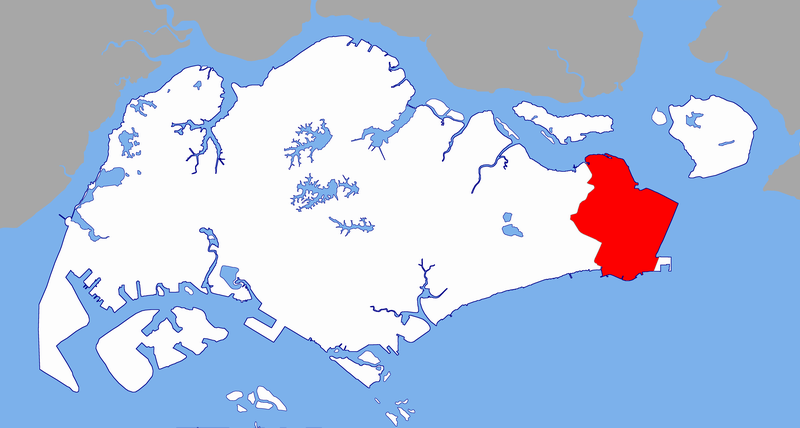
Położenie Changi w Singapurze

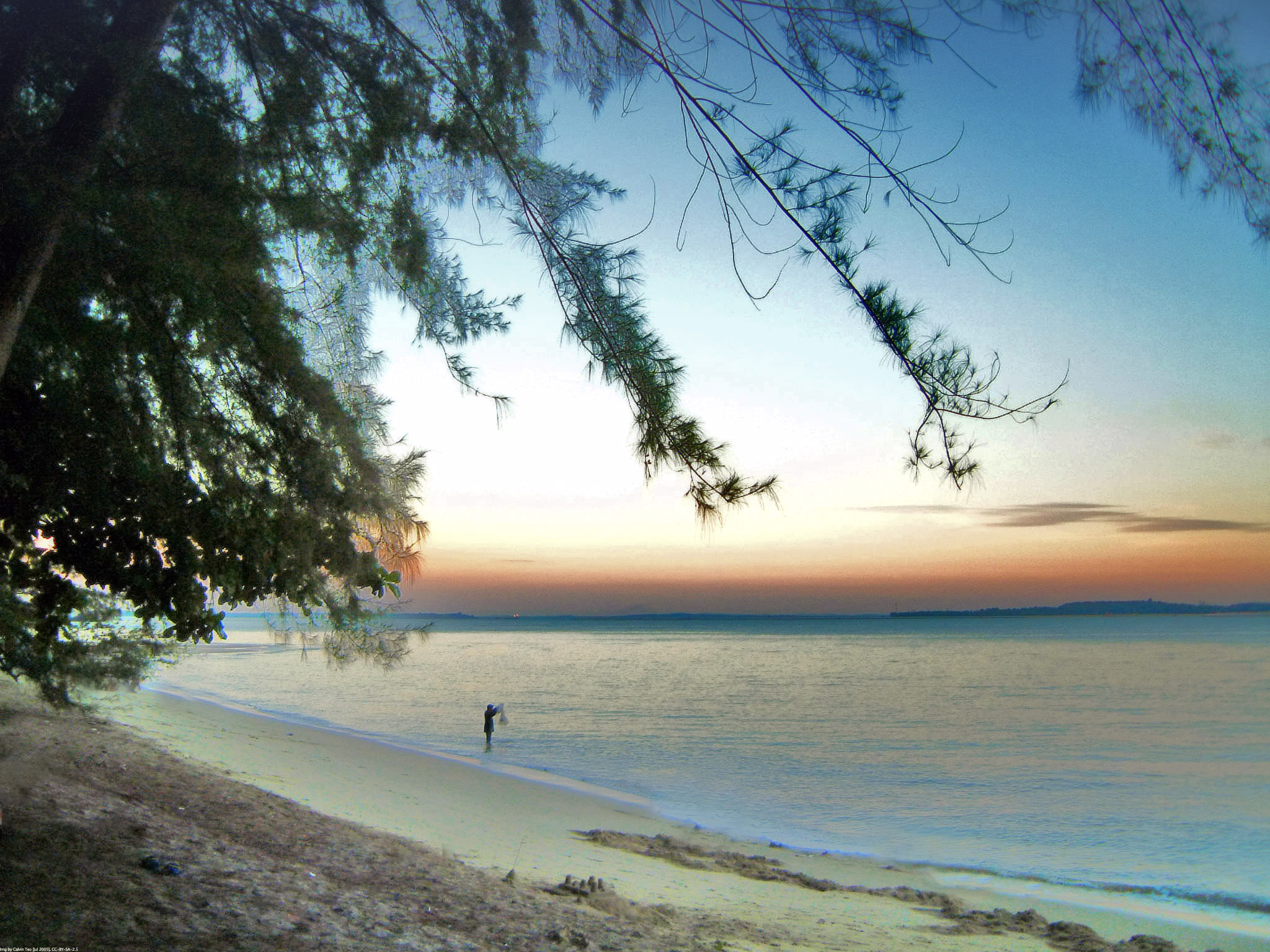
Plaża w Changi o zachodzie słońca

Changi − wschodni kraniec wyspy Singapur. W Changi znajduje się port lotniczy Singapur-Changi,
siedziba linii lotniczych Singapore Airlines, dwa terminale promowe, a także więzienie Changi, w którym po upadku Singapuru w lutym 1942, utworzono japoński obóz jeniecki dla alianckich jeńców wziętych do niewoli na Malajach, opisany w powieści Jamesa Clavella "Król szczurów".